# Liste des joueurs de l'Olympic de Charleroi
Cette liste reprend les 640 joueurs de football qui ont évolué à l'Olympic de Charleroi depuis la fondation du club.
Date de mise à jour des joueurs et de leurs statistiques : 8 novembre 2012
- Haut – A
- B
- C
- D
- E
- F
- G
- H
- I
- J
- K
- L
- M
- N
- O
- P
- Q
- R
- S
- T
- U
- V
- W
- X
- Y
- Z

## A
| Joueur                         | Nationalité | Position          | Date de naissance | Période(s)           | Matches (dont D1) | Buts | Jaunes | Rouges |
| ------------------------------ | ----------- | ----------------- | ----------------- | -------------------- | ----------------- | ---- | ------ | ------ |
| Luis Abdennur                  | Belgique    | ?                 | ?                 | 1971-1973            | 0 (0)             | 0    | 0      | 0      |
| Luc Absil                      | Belgique    | ?                 | 26/08/1961        | 1986-1987            | 0 (0)             | 0    | 0      | 0      |
| Radanfah Abu Bakr              | Belgique    | ?                 | 12/02/1987        | 2011-2012            | 4 (0)             | 0    | 0      | 0      |
| Moraes Albuquerque Adilson     | Brésil      | Milieu de terrain | 27/01/1948        | 1972-1977            | 0 (0)             | 0    | 0      | 0      |
| Stanley Afedzie                | Belgique    | ?                 | 30/12/1987        | 2010-2011            | 16 (0)            | 0    | 1      | 1      |
| Atty Affo                      | Belgique    | ?                 | 27/08/1971        | 1996-2001            | 102 (0)           | 2    | 18     | 0      |
| Alain Aka Konan                | Belgique    | ?                 | 8/09/1982         | 2005-2007            | 26 (0)            | 1    | 2      | 0      |
| Serge Alexandre                | Belgique    | ?                 | ?                 | 1969-1971            | 0 (0)             | 0    | 0      | 0      |
| Mehdi Akouz                    | Belgique    | ?                 | 28/07/1979        | 2001-2002            | 18 (0)            | 4    | 1      | 0      |
| Selcuk Alageyik                | Turquie     | ?                 | 9/12/1983         | 2003-2005            | 43 (0)            | 0    | 3      | 1      |
| Stephan Alexandre              | Belgique    | Gardien de but    | 20/10/1970        | 1999-2003            | 83 (0)            | 0    | 6      | 0      |
| Raheem Alibhai                 | Belgique    | ?                 | 29/08/1984        | 2005-2009            | 70 (0)            | 1    | 22     | 3      |
| José Nadson Almeida Do Rosario | Belgique    | ?                 | 15/08/1976        | 1993-1996            | 13 (0)            | 0    | 1      | 0      |
| Éric Anciaux                   | Belgique    | ?                 | 5/08/1964         | 1986-1993            | 37 (0)            | 3    | 4      | 0      |
| Fausto Andreatta               | Belgique    | ?                 | 25/03/1951        | 1970-1976            | 0 (0)             | 0    | 0      | 0      |
| Tullio Andreatta               | Belgique    | ?                 | 24/10/1947        | 1967-1973            | 7 (7)             | 10   | 0      | 0      |
| Napoleon Antoine               | Belgique    | ?                 | ?                 | 1938-1943            | 0 (0)             | 0    | 0      | 0      |
| Francesco Anton Martinez       | Belgique    | ?                 | 16/04/1944        | 1971-1972            | 0 (0)             | 0    | 0      | 0      |
| Antoine Antonneau              | Belgique    | ?                 | ?                 | 1945-1948, 1952-1956 | 0 (0)             | 0    | 0      | 0      |
| Sergio Ariano                  | Belgique    | ?                 | 27/10/1964        | 1994-1997            | 72 (0)            | 4    | 17     | 1      |
| Hamza Arif                     | Belgique    | ?                 | 12/05/1979        | 1997-1999            | 9 (0)             | 0    | 1      | 0      |
| Selim Arikan                   | Belgique    | ?                 | 13/01/1990        | 2007-2009            | 4 (0)             | 0    | 0      | 0      |
| Hecham Arsene Faed             | Belgique    | ?                 | 21/06/1985        | 2010-2011            | 27 (0)            | 16   | 10     | 1      |
| Frédéric Aurilia               | Belgique    | ?                 | 10/10/1974        | 1993-1996            | 8 (0)             | 0    | 1      | 0      |
| Julien Autenne                 | Belgique    | ?                 | 14/08/1981        | 2001-2003            | 9 (0)             | 0    | 0      | 0      |
| Hakki Avci                     | Belgique    | ?                 | 1/08/1983         | 2001-2004            | 61 (0)            | 17   | 10     | 0      |

## B
| Joueur                       | Nationalité                      | Position          | Date de naissance | Période(s)           | Matches (dont D1) | Buts | Jaunes | Rouges |
| ---------------------------- | -------------------------------- | ----------------- | ----------------- | -------------------- | ----------------- | ---- | ------ | ------ |
| Joseph Backaert              | Belgique                         | Milieu de terrain | 5/08/1921         | 1949-1955            | 0 (0)             | 0    | 0      | 0      |
| Sophiane Baghdad             | Algérie                          | Milieu de terrain | 10/09/1980        | 2004-2007            | 70 (0)            | 13   | 11     | 1      |
| Grégorio Bahamonde           | Espagne                          | Milieu de terrain | 8/08/1952         | 1980-1981            | 0 (0)             | 0    | 0      | 0      |
| Pascal Bairamjan             | Belgique                         | ?                 | 4/03/1972         | 1997-2001            | 87 (0)            | 2    | 1      | 0      |
| Mohamed Bakkal               | Belgique                         | ?                 | ?                 | 1984-1985            | 0 (0)             | 0    | 0      | 0      |
| Mutudi Balanganayi           | Belgique                         | ?                 | 27/12/1968        | 1991-1995            | 3 (0)             | 0    | 0      | 0      |
| Patty Balanganayi            | Belgique                         | ?                 | 4/03/1962         | 1989-1990            | 0 (0)             | 0    | 0      | 0      |
| Constantin Balcaen           | Belgique                         | ?                 | 6/01/1991         | 2009-2012            | 34 (0)            | 1    | 3      | 0      |
| Issiaka Bamba                | Belgique                         | ?                 | 31/03/1990        | 2008-2009            | 6 (0)             | 0    | 1      | 0      |
| Manga Bamba                  | Belgique                         | ?                 | 12/05/1972        | 1995-2000            | 103 (0)           | 16   | 12     | 1      |
| Longandia Delson Banda       | Belgique                         | ?                 | 8/01/1989         | 2011-2012            | 2 (0)             | 0    | 0      | 0      |
| Mandella Charles Banga Damoi | Belgique                         | ?                 | 17/06/1981        | 2005-2009            | 95 (0)            | 19   | 15     | 1      |
| Ferenc Banky                 | Belgique                         | ?                 | 6/08/1934         | 1957-1959            | 10 (10)           | 4    | 0      | 0      |
| Jean-Louis Baras             | Belgique                         | ?                 | ?                 | 1969-1970            | 0 (0)             | 0    | 0      | 0      |
| Philippe Bardaux             | Belgique                         | ?                 | 3/10/1958         | 1981-1982, 1984-1986 | 0 (0)             | 0    | 0      | 0      |
| Said Bardhadi                | République démocratique du Congo | ?                 | 28/12/1961        | 1989-1990            | 0 (0)             | 0    | 0      | 0      |
| Gaston Bare                  | Belgique                         | ?                 | ?                 | 1949-1957            | 0 (0)             | 0    | 0      | 0      |
| Philippe Bares               | Belgique                         | ?                 | 22/09/1961        | 1979-1980            | 0 (0)             | 0    | 0      | 0      |
| Giovanni Baretella           | Belgique                         | ?                 | 1/02/1963         | 1984-1985            | 0 (0)             | 0    | 0      | 0      |
| Flavio Barros-Souza          | Belgique                         | ?                 | 23/01/1978        | 2000-2001            | 14 (0)            | 5    | 3      | 0      |
| Misbaou Barry                | Belgique                         | ?                 | 11/08/1992        | 2010-2012            | 2 (0)             | 0    | 1      | 0      |
| Bruno Bartholomeus           | Belgique                         | ?                 | 22/09/1962        | 1992-1993            | 12 (0)            | 1    | 3      | 0      |
| Patrice Bartowiak            | Belgique                         | ?                 | 11/09/1959        | 1979-1980            | 0 (0)             | 0    | 0      | 0      |
| François Bas                 | Belgique                         | ?                 | ?                 | 1959-1963            | 0 (0)             | 0    | 0      | 0      |
| Graham Bassett               | Angleterre                       | Attaquant         | 6/10/1964         | 1989-1990            | 0 (0)             | 0    | 0      | 0      |
| Christophe Basso             | Belgique                         | ?                 | 6/01/1988         | 2006-2007            | 3 (0)             | 0    | 1      | 0      |
| Olivier Baudry               | Belgique                         | Défenseur         | 13/04/1970        | 1992-1993            | 27 (0)            | 12   | 2      | 0      |
| Vincent Baudry               | Belgique                         | ?                 | 12/06/1971        | 1992-1993            | 0 (0)             | 0    | 0      | 0      |
| Patrick Baume                | Belgique                         | ?                 | 15/06/1966        | 1986-1987            | 0 (0)             | 0    | 0      | 0      |
| Norbert Bausch               | Belgique                         | ?                 | ?                 | 1970-1971            | 0 (0)             | 0    | 0      | 0      |
| Marcel Beauloye              | Belgique                         | ?                 | ?                 | 1949-1958            | 0 (0)             | 0    | 0      | 0      |
| Julien Beaumet               | Belgique                         | ?                 | 10/10/1983        | 2004-2005            | 0 (0)             | 0    | 0      | 0      |
| Richard Belgeonne            | Belgique                         | ?                 | 16/04/1953        | 1974-1976            | 0 (0)             | 0    | 0      | 0      |
| Mohamed Belhadi              | Belgique                         | ?                 | 3/05/1966         | 1992-1994            | 36 (0)            | 13   | 3      | 0      |
| Ali Bellali                  | Belgique                         | ?                 | 14/04/1972        | 1990-1992            | 11 (0)            | 0    | 3      | 0      |
| Félicien Belot               | Belgique                         | ?                 | ?                 | 1947-1949            | 0 (0)             | 0    | 0      | 0      |
| Samir Beloufa                | Algérie                          | Défenseur         | 27/08/1979        | 2009-2010            | 8 (0)             | 0    | 1      | 0      |
| Anthony Benazzi              | Belgique                         | ?                 | 4/09/1992         | 2009-2011            | 18 (0)            | 0    | 1      | 0      |
| Francesco Benedito           | Belgique                         | ?                 | 18/04/1948        | 1978-1981            | 0 (0)             | 0    | 0      | 0      |
| Fernando Benini              | Belgique                         | ?                 | 4/03/1934         | 1953-1955            | 5 (5)             | 0    | 0      | 0      |
| Khalid Benkirane             | Belgique                         | ?                 | 10/07/1979        | 2004-2005            | 6 (0)             | 0    | 0      | 0      |
| Chris Benoit                 | Belgique                         | ?                 | 1/06/1965         | 1990-1991            | 0 (0)             | 0    | 0      | 0      |
| Armand Bernard               | Belgique                         | ?                 | ?                 | 1945-1946            | 10 (10)           | 5    | 0      | 0      |
| Daniel Bernard               | Belgique                         | ?                 | ?                 | 1984-1985            | 0 (0)             | 0    | 0      | 0      |
| Georget Bertoncello          | Belgique                         | ?                 | 3/09/1943         | 1976-1977            | 0 (0)             | 0    | 0      | 0      |
| Alfred Bertrand              | Belgique                         | ?                 | 6/12/1919         | 1938-1939            | 0 (0)             | 0    | 0      | 0      |
| Enes Besic                   | Belgique                         | ?                 | 3/04/1966         | 1998-1999            | 11 (0)            | 2    | 0      | 0      |
| Rene Besson                  | Belgique                         | ?                 | ?                 | 1958-1959            | 0 (0)             | 0    | 0      | 0      |
| Theophile Beunekens          | Belgique                         | ?                 | ?                 | 1946-1948            | 0 (0)             | 0    | 0      | 0      |
| Franco Biagi                 | Belgique                         | ?                 | 8/04/1934         | 1962-1963            | 8 (8)             | 1    | 0      | 0      |
| Neny Bihombele               | Belgique                         | ?                 | 15/09/1979        | 2003-2004            | 21 (0)            | 7    | 1      | 0      |
| Olivier Bilwani              | Belgique                         | Attaquant         | 9/11/1972         | 2002-2005            | 18 (0)            | 12   | 2      | 1      |
| Enzo Biondo                  | Belgique                         | Défenseur         | 4/11/1979         | 2001-2003            | 51 (0)            | 0    | 7      | 1      |
| Adem Birinci                 | Belgique                         | ?                 | 18/08/1978        | 2002-2003            | 24 (0)            | 2    | 1      | 1      |
| Thierry Blampain             | Belgique                         | ?                 | 29/09/1963        | 1986-1988            | 0 (0)             | 0    | 0      | 0      |
| Lyderic Blanpain             | Belgique                         | ?                 | 31/05/1980        | 2002-2004            | 7 (0)             | 0    | 0      | 1      |
| Alain Blocteur               | Belgique                         | ?                 | 6/08/1973         | 1992-1993            | 1 (0)             | 2    | 0      | 0      |
| Prince Bobby                 | Ghana                            | Milieu de terrain | 7/12/1989         | 2010-2011            | 21 (0)            | 3    | 7      | 1      |
| Nicolas Bodson               | Belgique                         | ?                 | 14/05/1993        | 2010-2012            | 10 (0)            | 0    | 0      | 0      |
| Niankolo Bognio              | Belgique                         | ?                 | ?                 | 1986-1987            | 0 (0)             | 0    | 0      | 0      |
| Gerhard Böhmer               | Autriche                         | Milieu de terrain | 5/08/1947         | 1978-1981            | 0 (0)             | 0    | 0      | 0      |
| Roger Bollen                 | Belgique                         | ?                 | 9/05/1943         | 1966-1971            | 44 (0)            | 5    | 0      | 0      |
| Paterne Bolou Bi Boua        | Belgique                         | ?                 | 25/02/1983        | 2005-2008            | 56 (0)            | 0    | 5      | 0      |
| David Bomblet                | Belgique                         | ?                 | 9/04/1984         | 2002-2005            | 1 (0)             | 0    | 0      | 0      |
| Lucien Bonnet                | France                           | Attaquant         | 27/11/1933        | 1963-1966            | 0 (0)             | 0    | 0      | 0      |
| Loris Borille                | Belgique                         | ?                 | 27/12/1962        | 1985-1988            | 0 (0)             | 0    | 0      | 0      |
| Ronny Borloo                 | Belgique                         | ?                 | 10/06/1961        | 1991-1992            | 11 (0)            | 0    | 1      | 0      |
| Sébastien Borraccetti        | Belgique                         | ?                 | 7/07/1968         | 1990-1993            | 10 (0)            | 0    | 0      | 0      |
| Jean-Marc Bosman             | Belgique                         | Milieu de terrain | 3/10/1964         | 1993-1994            | 27 (0)            | 2    | 1      | 0      |
| Franco Botti                 | Belgique                         | ?                 | 25/08/1946        | 1967-1978            | 9 (9)             | 0    | 0      | 0      |
| Roberto Botti                | Belgique                         | ?                 | 12/06/1941        | 1960-1970            | 22 (22)           | 0    | 0      | 0      |
| Axel Boudart                 | Belgique                         | ?                 | 12/10/1963        | 1989-1990            | 0 (0)             | 0    | 0      | 0      |
| Jean-Luc Bougard             | Belgique                         | ?                 | 23/08/1952        | 1974-1975            | 1 (1)             | 0    | 0      | 0      |
| Xavier Bouhiere              | Belgique                         | ?                 | 9/09/1976         | 1996-1998            | 5 (0)             | 0    | 0      | 0      |
| Benfatto Boujdedal           | Belgique                         | ?                 | ?                 | 1986-1987            | 0 (0)             | 0    | 0      | 0      |
| Abdellilam Boukamir          | Belgique                         | ?                 | 16/01/1983        | 2008-2009            | 11 (0)            | 0    | 1      | 0      |
| Karim Boukrouh               | Belgique                         | ?                 | 6/09/1969         | 1996-1997            | 16 (0)            | 0    | 1      | 1      |
| Jonathan Bourdon             | Belgique                         | Gardien de but    | 3/09/1981         | 2010-2011            | 22 (0)            | 0    | 2      | 1      |
| Benoit Boutet                | Belgique                         | ?                 | 24/09/1983        | 2003-2005            | 33 (0)            | 1    | 3      | 1      |
| Abdelwahed Brajja            | Belgique                         | ?                 | ?                 | 1983-1984            | 0 (0)             | 0    | 0      | 0      |
| Jean-Marc Brichand           | Belgique                         | Défenseur         | 10/07/1958        | 1988-1990            | 0 (0)             | 0    | 0      | 0      |
| Yves Briclet                 | Belgique                         | ?                 | 26/01/1972        | 1990-1992            | 1 (0)             | 0    | 0      | 0      |
| Roland Brioir                | Belgique                         | ?                 | 18/06/1967        | 1997-1998            | 17 (0)            | 0    | 0      | 0      |
| Damien Brison                | Belgique                         | ?                 | 26/10/1989        | 2008-2009            | 0 (0)             | 0    | 0      | 0      |
| Célestin Brix                | Belgique                         | ?                 | ?                 | 1969-1970            | 0 (0)             | 0    | 0      | 0      |
| Nicolas Brochart             | Belgique                         | ?                 | ?                 | 1941-1942            | 3 (3)             | 0    | 0      | 0      |
| Toni Brogno                  | Belgique                         | Attaquant         | 19/07/1973        | 1995-1997, 2008-2009 | 90 (0)            | 30   | 17     | 0      |
| Christ Bruno                 | Belgique                         | Milieu de terrain | 8/04/1977         | 1997-2001            | 115 (0)           | 6    | 11     | 2      |
| Emile Bruyninckx             | Belgique                         | ?                 | ?                 | 1967-1970            | 0 (0)             | 0    | 0      | 0      |
| Theo Buelinckx               | Belgique                         | ?                 | 8/09/1950         | 1971-1975            | 8 (8)             | 0    | 0      | 0      |
| Maximiliaan Burgeon          | Belgique                         | ?                 | 26/01/1921        | 1945-1946            | 4 (4)             | 1    | 0      | 0      |
| Juliano Bux                  | Belgique                         | ?                 | 27/01/1990        | 2005-2009            | 3 (0)             | 0    | 0      | 1      |

## C
| Joueur                      | Nationalité | Position          | Date de naissance | Période(s)           | Matches (dont D1) | Buts | Jaunes | Rouges |
| --------------------------- | ----------- | ----------------- | ----------------- | -------------------- | ----------------- | ---- | ------ | ------ |
| Luc Calbert                 | Belgique    | ?                 | 7/07/1960         | 1983-1989            | 0 (0)             | 0    | 0      | 1      |
| Riccardo Caldarella         | Belgique    | ?                 | 14/11/1983        | 2003-2005            | 1 (0)             | 0    | 0      | 0      |
| Joao-Olivio Calicchio Filho | Brésil      | ?                 | 29/09/1974        | 2001-2002            | 25 (0)            | 13   | 3      | 0      |
| Vincent Callens             | Belgique    | ?                 | 25/05/1968        | 1990-1992            | 45 (0)            | 2    | 9      | 1      |
| Gil José Calvo              | Belgique    | ?                 | 25/07/1960        | 1988-1989            | 0 (0)             | 0    | 0      | 0      |
| Léopold Capiau              | Belgique    | ?                 | ?                 | 1958-1959            | 6 (6)             | 1    | 0      | 0      |
| Pellegrino Capone           | Belgique    | ?                 | ?                 | 1975-1976            | 0 (0)             | 0    | 0      | 0      |
| Jérôme Carlier              | Belgique    | ?                 | 11/10/1972        | 1997-1998            | 19 (0)            | 2    | 5      | 0      |
| Jean Carlos Da Silva        | Belgique    | ?                 | 20/03/1979        | 2000-2001            | 2 (0)             | 0    | 0      | 0      |
| Bernard Carpentier          | Belgique    | ?                 | 4/03/1964         | 1983-1984            | 0 (0)             | 0    | 0      | 0      |
| Jean Carpin                 | Belgique    | ?                 | ?                 | 1942-1949            | 0 (0)             | 0    | 0      | 0      |
| Alain Carrie                | Belgique    | ?                 | 7/08/1940         | 1962-1963            | 15 (15)           | 3    | 0      | 0      |
| Max Carrié                  | France      | Milieu de terrain | 14/06/1935        | 1962-1963            | 5 (5)             | 0    | 0      | 0      |
| Frederic Casasus Y Garcia   | Belgique    | ?                 | 22/12/1973        | 1992-1993            | 1 (0)             | 0    | 0      | 0      |
| André Catinus               | Belgique    | ?                 | 24/03/1983        | 2002-2005            | 77 (0)            | 13   | 9      | 0      |
| Marc Celli                  | Belgique    | ?                 | 3/04/1953         | 1977-1981            | 0 (0)             | 0    | 0      | 0      |
| Giorgio Cenci               | Belgique    | ?                 | 1/10/1942         | 1961-1963            | 12 (12)           | 0    | 0      | 0      |
| Luigi Cenci                 | Belgique    | ?                 | 21/07/1968        | 1984-1985            | 0 (0)             | 0    | 0      | 0      |
| Alain Charles               | Belgique    | ?                 | 21/11/1961        | 1983-1985            | 0 (0)             | 0    | 0      | 0      |
| Julien Charlier             | Belgique    | ?                 | 31/08/1987        | 2008-2009            | 11 (0)            | 0    | 1      | 0      |
| Philippe Charniaux          | Belgique    | ?                 | 24/11/1950        | 1974-1975            | 1 (1)             | 0    | 0      | 0      |
| Alain Chervy                | Belgique    | ?                 | 15/05/1958        | 1976-1977            | 0 (0)             | 0    | 0      | 0      |
| Laurent Ciman               | Belgique    | Défenseur         | 5/08/1985         | 2002-2003            | 5 (0)             | 0    | 1      | 0      |
| Robert Clause               | Belgique    | ?                 | ?                 | 1954-1955            | 6 (6)             | 0    | 0      | 0      |
| Damien Cochain              | Belgique    | ?                 | 20/11/1962        | 1979-1980            | 0 (0)             | 0    | 0      | 0      |
| Francisco Colacino          | Belgique    | ?                 | 9/03/1962         | 1979-1980            | 0 (0)             | 0    | 0      | 0      |
| Pascal Colinet              | Belgique    | Gardien de but    | 19/09/1961        | 1980-1981, 1983-1993 | 79 (0)            | 0    | 5      | 1      |
| Patrick Colinet             | Belgique    | ?                 | 6/08/1959         | 1977-1981            | 0 (0)             | 0    | 0      | 0      |
| Paulin Collart              | Belgique    | ?                 | 25/04/1934        | 1953-1957            | 0 (0)             | 0    | 0      | 0      |
| Barry John Conlon           | Belgique    | ?                 | 1/10/1978         | 2010-2011            | 2 (0)             | 0    | 0      | 0      |
| Vicenzo Contino             | Belgique    | ?                 | 11/06/1963        | 1980-1981, 1983-1984 | 0 (0)             | 0    | 0      | 0      |
| Rik Coppens                 | Belgique    | Attaquant         | 29/04/1930        | 1961-1962            | 27 (27)           | 3    | 0      | 0      |
| Antoine Corbet              | Belgique    | Attaquant         | 22/04/1912        | 1935-1944            | 0 (0)             | 0    | 0      | 0      |
| Michaël Cordier             | Belgique    | Gardien de but    | 27/03/1984        | 2009-2010            | 10 (0)            | 0    | 1      | 0      |
| Damiano Crestani            | Belgique    | ?                 | 20/11/1990        | 2009-2011            | 1 (0)             | 1    | 1      | 0      |
| Willy Cseh-Szombathy        | Belgique    | ?                 | ?                 | 1967-1968            | 2 (2)             | 0    | 0      | 0      |
| Christophe Curia            | Belgique    | ?                 | 19/04/1979        | 1998-2001            | 28 (0)            | 1    | 4      | 0      |
| Eddy Cuvelier               | Belgique    | ?                 | ?                 | 1975-1976            | 0 (0)             | 0    | 0      | 0      |
| Guy Cuypers                 | Belgique    | ?                 | 15/01/1961        | 1978-1981            | 0 (0)             | 0    | 0      | 0      |
| Urbain Cuypers              | Belgique    | ?                 | ?                 | 1938-1939            | 14 (14)           | 3    | 0      | 0      |

## D
| Joueur                  | Nationalité | Position          | Date de naissance | Période(s)           | Matches (dont D1) | Buts | Jaunes | Rouges |
| ----------------------- | ----------- | ----------------- | ----------------- | -------------------- | ----------------- | ---- | ------ | ------ |
| Fabio Da Silva          | Belgique    | ?                 | 25/05/1979        | 2002-2003            | 28 (0)            | 14   | 2      | 0      |
| Wesley D'Alfonso        | Belgique    | ?                 | 29/12/1993        | 2011-2012            | 4 (0)             | 0    | 0      | 0      |
| Constant De Backker     | Belgique    | ?                 | 19/02/1928        | 1960-1963            | 0 (0)             | 0    | 0      | 0      |
| Jean-Marie De Bacq      | Belgique    | ?                 | ?                 | 1959-1968            | 0 (0)             | 0    | 0      | 0      |
| Karel De Borger         | Belgique    | ?                 | ?                 | 1954-1957            | 0 (0)             | 0    | 0      | 0      |
| Marcel De Corte         | Belgique    | Milieu de terrain | 25/11/1929        | 1960-1961            | 0 (0)             | 0    | 0      | 0      |
| Mark De Cremer          | Belgique    | ?                 | 27/12/1964        | 1990-1991            | 24 (0)            | 7    | 1      | 0      |
| Yvon De Decker          | Belgique    | ?                 | 23/05/1947        | 1968-1972, 1973-1978 | 34 (34)           | 0    | 0      | 0      |
| Albert De Deken         | Belgique    | ?                 | 7/09/1915         | 1945-1949            | 0 (0)             | 0    | 0      | 0      |
| Carlo De Deken          | Belgique    | ?                 | ?                 | 1941-1944            | 0 (0)             | 0    | 0      | 0      |
| François De Deken       | Belgique    | ?                 | 11/02/1912        | 1941-1944            | 0 (0)             | 0    | 0      | 0      |
| Henri De Deken          | Belgique    | Défenseur         | 3/08/1907         | 1941-1942            | 0 (0)             | 0    | 0      | 0      |
| Antonio De Marzo        | Belgique    | ?                 | 23/08/1987        | 2004-2005            | 0 (0)             | 0    | 0      | 0      |
| Patrick De Mol          | Belgique    | ?                 | 6/06/1959         | 1980-1981            | 0 (0)             | 0    | 0      | 0      |
| André De Roo            | Belgique    | ?                 | ?                 | 1967-1970            | 19 (19)           | 9    | 0      | 0      |
| Charles De Zutter       | Belgique    | ?                 | ?                 | 1947-1948            | 1 (1)             | 0    | 0      | 0      |
| David Debauche          | Belgique    | ?                 | 7/04/1971         | 1991-1992            | 2 (0)             | 0    | 1      | 0      |
| André Dechamps          | Belgique    | ?                 | 6/05/1923         | 1948-1949            | 0 (0)             | 0    | 0      | 0      |
| Philémon Decooman       | Belgique    | ?                 | ?                 | 1970-1971            | 0 (0)             | 0    | 0      | 0      |
| Eric Decorne            | Belgique    | ?                 | 2/07/1963         | 1985-1988            | 0 (0)             | 0    | 0      | 0      |
| David Decoux            | Belgique    | ?                 | 25/11/1982        | 2004-2005            | 0 (0)             | 0    | 0      | 0      |
| Jean-Marie Decrem       | Belgique    | ?                 | 16/12/1961        | 1986-1989            | 0 (0)             | 11   | 0      | 0      |
| Pierre-Alexandre Decrem | Belgique    | ?                 | 20/03/1989        | 2007-2012            | 18 (0)            | 0    | 7      | 0      |
| Olivier Defresne        | Belgique    | ?                 | 3/01/1969         | 1990-1991            | 2 (0)             | 0    | 0      | 0      |
| David Degavre           | Belgique    | ?                 | 7/09/1976         | 2001-2002            | 26 (0)            | 3    | 6      | 1      |
| Harold Deglas           | Belgique    | Attaquant         | 23/07/1975        | 2002-2005            | 73 (0)            | 9    | 20     | 1      |
| Dimitri Degraux         | Belgique    | ?                 | 2/07/1971         | 1990-1993            | 2 (0)             | 0    | 0      | 0      |
| Guy Dejaeghere          | Belgique    | ?                 | 5/07/1965         | 1991-1992            | 14 (0)            | 6    | 1      | 0      |
| Fabrizio Dejulius       | Belgique    | ?                 | 22/02/1984        | 2006-2007            | 5 (0)             | 0    | 0      | 0      |
| Carl Del Fabbro         | Belgique    | Milieu de terrain | 22/06/1985        | 2006-2008            | 19 (0)            | 1    | 1      | 0      |
| Freddy Delanghe         | Belgique    | ?                 | 23/11/1958        | 1975-1981, 1988-1990 | 0 (0)             | 0    | 0      | 0      |
| Georges Delanghe        | Belgique    | ?                 | ?                 | 1953-1963            | 0 (0)             | 0    | 0      | 0      |
| Francesco D'Eletto      | Belgique    | ?                 | 1/03/1946         | 1967-1969            | 2 (2)             | 0    | 0      | 0      |
| Manory Delferrière      | Belgique    | ?                 | 17/04/1984        | 2002-2010            | 187 (0)           | 0    | 7      | 1      |
| Axel Delière            | Belgique    | ?                 | 17/06/1981        | 2002-2006            | 109 (0)           | 1    | 20     | 1      |
| Michel Delire           | Belgique    | ?                 | 6/08/1933         | 1954-1960            | 0 (0)             | 0    | 0      | 0      |
| Michele Dell'Aria       | Belgique    | ?                 | 2/01/1980         | 1999-2000            | 1 (0)             | 0    | 0      | 0      |
| Pierre-Jean Delmotte    | Belgique    | ?                 | 2/02/1929         | 1957-1960            | 0 (0)             | 0    | 0      | 0      |
| Dominique Deltenre      | Belgique    | ?                 | 19/12/1954        | 1975-1978            | 0 (0)             | 0    | 0      | 0      |
| Gérard Delvaye          | Belgique    | ?                 | ?                 | 1970-1974            | 0 (0)             | 0    | 0      | 0      |
| Bernard Delvigne        | Belgique    | ?                 | 9/08/1962         | 1983-1984            | 0 (0)             | 0    | 0      | 0      |
| Camille Delvigne        | Belgique    | Défenseur         | 26/09/1954        | 1974-1975            | 23 (23)           | 0    | 0      | 0      |
| José Delvigne           | Belgique    | ?                 | 14/11/1948        | 1979-1981            | 0 (0)             | 0    | 0      | 0      |
| François Demarteau      | Belgique    | ?                 | 18/01/1938        | 1962-1963            | 0 (0)             | 0    | 0      | 0      |
| Luc Demeester           | Belgique    | ?                 | 24/08/1960        | 1979-1980            | 0 (0)             | 0    | 0      | 0      |
| Jacques Demeuter        | Belgique    | ?                 | ?                 | 1959-1963            | 0 (0)             | 0    | 0      | 0      |
| Laurent Demol           | Belgique    | ?                 | 23/10/1971        | 2001-2002            | 25 (0)            | 8    | 3      | 1      |
| Éric Denizart           | Belgique    | ?                 | 10/06/1966        | 1996-1997            | 5 (0)             | 0    | 1      | 0      |
| Claude Deproot          | Belgique    | ?                 | 18/07/1956        | 1977-1981            | 0 (0)             | 0    | 0      | 0      |
| Joseph Deraeve          | Belgique    | ?                 | 3/02/1949         | 1972-1975            | 34 (34)           | 16   | 0      | 0      |
| Jules Deroux            | Belgique    | ?                 | ?                 | 1942-1943            | 2 (2)             | 0    | 0      | 0      |
| Samir Derraz            | Belgique    | ?                 | 11/11/1978        | 1997-1999            | 14 (0)            | 0    | 1      | 0      |
| Louis Derwa             | Belgique    | ?                 | 5/06/1964         | 1988-1990            | 0 (0)             | 0    | 0      | 0      |
| Oriani Desantis         | Belgique    | ?                 | 27/07/1983        | 2002-2003            | 2 (0)             | 0    | 0      | 0      |
| Marcel Deschrijver      | Belgique    | ?                 | ?                 | 1950-1962            | 0 (0)             | 0    | 0      | 0      |
| Stefano Descontus       | Belgique    | ?                 | 2/04/1981         | 2004-2005            | 8 (0)             | 0    | 0      | 0      |
| Pierre Desmedt          | Belgique    | ?                 | ?                 | 1951-1957            | 0 (0)             | 0    | 0      | 0      |
| Joseph Desmet           | Belgique    | ?                 | ?                 | 1943-1944            | 1 (1)             | 1    | 0      | 0      |
| Christophe Dessy        | Belgique    | ?                 | 8/03/1966         | 1992-1994            | 54 (0)            | 2    | 4      | 0      |
| Charles Desutter        | Belgique    | ?                 | 21/08/1926        | 1947-1948            | 0 (0)             | 0    | 0      | 0      |
| Patrice Detienne        | Belgique    | ?                 | 21/05/1966        | 1993-1996            | 85 (0)            | 0    | 0      | 1      |
| Pierre Devillers        | Belgique    | ?                 | ?                 | 1947-1955            | 0 (0)             | 0    | 0      | 0      |
| Nicolas Di Giugno       | Belgique    | ?                 | 1/07/1988         | 2009-2010            | 5 (0)             | 1    | 0      | 0      |
| Carmine Di Risio        | Belgique    | ?                 | 22/12/1960        | 1979-1980            | 0 (0)             | 0    | 0      | 0      |
| Pietro Di Sciacca       | Italie      | ?                 | 8/09/1970         | 1995-1996            | 15 (0)            | 0    | 1      | 1      |
| Mamadou Diarra          | Belgique    | ?                 | 18/10/1970        | 1994-2001            | 181 (0)           | 58   | 12     | 0      |
| Samba Diawara           | Mali        | Défenseur         | 15/03/1978        | 2007-2010            | 88 (0)            | 4    | 7      | 0      |
| Anthony Dibiase         | Belgique    | ?                 | 6/10/1987         | 2007-2009            | 2 (0)             | 0    | 0      | 0      |
| Jules Diels             | Belgique    | ?                 | 8/04/1909         | 1935-1938            | 0 (0)             | 0    | 0      | 0      |
| Donovan Dimaria         | Belgique    | ?                 | 2/08/1990         | 2011-2012            | 5 (0)             | 0    | 0      | 0      |
| Georges Dimitriadis     | Belgique    | ?                 | 24/08/1977        | 1998-2000            | 46 (0)            | 0    | 9      | 0      |
| Vincent Dirix           | Belgique    | ?                 | 1/10/1963         | 1991-1994            | 70 (0)            | 1    | 16     | 0      |
| Samuel Dog              | France      | Milieu de terrain | 13/02/1985        | 2010-2011            | 28 (0)            | 3    | 9      | 2      |
| Laurent Dohet           | Belgique    | ?                 | 3/11/1983         | 2004-2006            | 5 (0)             | 0    | 0      | 0      |
| Jérôme Domanico         | Belgique    | ?                 | ?                 | 1999-2000            | 3 (0)             | 1    | 0      | 0      |
| Moïse Dos Santos        | Brésil      | Attaquant         | 5/04/1942         | 1971-1975            | 1 (1)             | 10   | 0      | 0      |
| Joseph Drobecq          | Belgique    | ?                 | ?                 | 1942-1956            | 0 (0)             | 0    | 0      | 0      |
| Jean-Jacques Dubois     | Belgique    | ?                 | ?                 | 1960-1962            | 0 (0)             | 0    | 0      | 0      |
| Ištvan Dudaš            | Serbie      | Gardien de but    | 2/08/1973         | 2006-2009            | 5 (0)             | 0    | 1      | 0      |
| Michel Dufour           | Belgique    | ?                 | 22/05/1978        | 1997-2000            | 22 (0)            | 0    | 2      | 0      |
| Thierry Dujacquier      | Belgique    | ?                 | 24/02/1963        | 1984-1986            | 0 (0)             | 0    | 0      | 0      |
| Denis Dullier           | Belgique    | ?                 | 2/01/1964         | 1983-1992            | 25 (0)            | 3    | 2      | 0      |
| Francis Dullier         | Belgique    | ?                 | 14/12/1964        | 1983-1984            | 0 (0)             | 0    | 0      | 0      |
| Freddy Dumont           | Belgique    | ?                 | ?                 | 1967-1969            | 2 (2)             | 0    | 0      | 0      |
| Nicolas Dumont          | Belgique    | ?                 | 8/08/1992         | 2011-2012            | 2 (0)             | 0    | 1      | 0      |
| Jacques Duquesne        | Belgique    | ?                 | 22/04/1940        | 1960-1979            | 15 (15)           | 0    | 0      | 0      |
| Didier Durieux          | Belgique    | ?                 | 2/10/1958         | 1974-1975            | 23 (23)           | 0    | 0      | 0      |
| Francis Durieux         | Belgique    | ?                 | 17/05/1952        | 1970-1981            | 31 (31)           | 0    | 0      | 0      |
| Kévin Durieux           | Belgique    | ?                 | 5/07/1991         | 2009-2010            | 0 (0)             | 0    | 0      | 0      |
| Henri Duroi             | Belgique    | ?                 | 29/09/1910        | 1936-1938            | 0 (0)             | 0    | 0      | 0      |
| Bert Dusbaba            | Pays-Bas    | Défenseur         | 16/07/1968        | 1990-1991            | 26 (0)            | 0    | 8      | 0      |

## E
| Joueur                | Nationalité                      | Position          | Date de naissance | Période(s) | Matches (dont D1) | Buts | Jaunes | Rouges |
| --------------------- | -------------------------------- | ----------------- | ----------------- | ---------- | ----------------- | ---- | ------ | ------ |
| Musamba Ebola M'Benge | Belgique                         | ?                 | 10/05/1970        | 1994-1996  | 1 (0)             | 0    | 1      | 0      |
| Vladislav Efimov      | Belgique                         | ?                 | 8/10/1977         | 1998-2000  | 19 (0)            | 11   | 5      | 1      |
| Mustapha El Madkouri  | Belgique                         | ?                 | 12/01/1978        | 2002-2003  | 10 (0)            | 0    | 0      | 0      |
| Trésor Empoke         | République démocratique du Congo | Attaquant         | 16/12/1982        | 2009-2010  | 18 (0)            | 3    | 4      | 0      |
| Giuliano Ena          | Belgique                         | ?                 | 16/08/1961        | 1987-1988  | 0 (0)             | 13   | 0      | 0      |
| Georges Epimenide     | Belgique                         | ?                 | ?                 | 1942-1955  | 0 (0)             | 0    | 0      | 0      |
| Hervé Eputa           | Belgique                         | ?                 | 23/09/1983        | 2003-2005  | 22 (0)            | 0    | 5      | 1      |
| Serge Eputa           | République démocratique du Congo | Défenseur         | 4/02/1980         | 2002-2003  | 24 (0)            | 0    | 9      | 1      |
| Michel Esgain         | Zaïre                            | Milieu de terrain | 5/03/1955         | 1979-1980  | 0 (0)             | 0    | 0      | 0      |
| Yves Essende          | Zaïre                            | Attaquant         | 28/08/1968        | 1995-1996  | 19 (0)            | 9    | 3      | 0      |
| Albert Evrard         | Belgique                         | ?                 | ?                 | 1970-1971  | 0 (0)             | 0    | 0      | 0      |
| Serge Evrard          | Belgique                         | ?                 | 26/08/1950        | 1970-1971  | 0 (0)             | 0    | 0      | 0      |

## F
| Joueur                 | Nationalité | Position | Date de naissance | Période(s)           | Matches (dont D1) | Buts | Jaunes | Rouges |
| ---------------------- | ----------- | -------- | ----------------- | -------------------- | ----------------- | ---- | ------ | ------ |
| Andre Fagnard          | Belgique    | ?        | ?                 | 1970-1971            | 0 (0)             | 0    | 0      | 0      |
| Ruggiero Falivena      | Belgique    | ?        | 17/09/1962        | 1984-1985            | 0 (0)             | 0    | 0      | 0      |
| Giuseppe Farese        | Italie      | ?        | 5/06/1975         | 2001-2002            | 22 (0)            | 1    | 1      | 1      |
| Mario Fasano           | Belgique    | ?        | 8/10/1973         | 1994-1997            | 77 (0)            | 2    | 19     | 3      |
| Karim Fekrioui         | Belgique    | ?        | 8/09/1976         | 1996-1999            | 45 (0)            | 2    | 5      | 0      |
| Mustapha Fekrioui      | Belgique    | ?        | 8/02/1972         | 1996-2000            | 39 (0)            | 1    | 7      | 0      |
| Francesco Ferrera-Caro | Belgique    | ?        | 29/01/1955        | 1980-1982, 1983-1984 | 0 (0)             | 0    | 0      | 0      |
| Alain Fillieux         | Belgique    | ?        | 30/04/1964        | 1986-1988            | 0 (0)             | 0    | 0      | 0      |
| Nicolas Flammini       | Belgique    | ?        | 9/02/1978         | 2007-2010            | 66 (0)            | 1    | 16     | 2      |
| Dirk Fluyt             | Belgique    | ?        | 8/08/1961         | 1990-1992            | 52 (0)            | 3    | 3      | 0      |
| Samuel Forlini         | Belgique    | ?        | 1/05/1992         | 2010-2012            | 9 (0)             | 0    | 0      | 0      |
| Désiré Fortemps        | Belgique    | ?        | ?                 | 1941-1947            | 0 (0)             | 0    | 0      | 0      |
| Rosario Fotia          | Belgique    | ?        | 10/06/1984        | 2003-2005            | 25 (0)            | 1    | 0      | 0      |
| Jesuel Fragapane       | Belgique    | ?        | 27/06/1979        | 2000-2002            | 39 (0)            | 2    | 4      | 1      |
| Benjamin Fraiture      | Belgique    | ?        | 20/08/1991        | 2009-2010            | 3 (0)             | 0    | 2      | 0      |
| Antoine Franckx        | Belgique    | ?        | 3/01/1909         | 1937-1938            | 0 (0)             | 0    | 0      | 0      |
| Julien Francq          | Belgique    | ?        | 12/06/1983        | 2009-2010            | 0 (0)             | 0    | 0      | 0      |
| Bruno Frassinelli      | Belgique    | ?        | 9/07/1939         | 1962-1963            | 22 (22)           | 9    | 0      | 0      |
| Georges Frennet        | Belgique    | ?        | ?                 | 1941-1942            | 3 (3)             | 0    | 0      | 0      |
| Joseph Frivaldsky      | Belgique    | ?        | 7/12/1937         | 1960-1962            | 18 (18)           | 6    | 0      | 0      |
| Ferry Fulop            | Belgique    | ?        | 16/02/1956        | 1988-1990            | 0 (0)             | 0    | 0      | 0      |

## G
| Joueur            | Nationalité | Position          | Date de naissance | Période(s)           | Matches (dont D1) | Buts | Jaunes | Rouges |
| ----------------- | ----------- | ----------------- | ----------------- | -------------------- | ----------------- | ---- | ------ | ------ |
| Ousmanne Gadio    | Belgique    | ?                 | 1/09/1984         | 2011-2012            | 1 (0)             | 1    | 0      | 0      |
| Marcel Gaillard   | Belgique    | ?                 | 15/01/1927        | 1947-1948            | 2 (2)             | 0    | 0      | 0      |
| Quentin Gailly    | Belgique    | ?                 | 8/02/1983         | 2008-2009            | 11 (0)            | 0    | 2      | 1      |
| John Galasso      | Belgique    | ?                 | 23/11/1984        | 2003-2004            | 1 (0)             | 0    | 0      | 0      |
| Alexandre Gallo   | Belgique    | ?                 | 19/04/1985        | 2009-2010            | 13 (0)            | 1    | 1      | 0      |
| Bernard Gaspard   | Belgique    | ?                 | 27/03/1970        | 1989-1997            | 9 (0)             | 0    | 0      | 0      |
| Giuseppe Gatta    | Belgique    | ?                 | ?                 | 1984-1985            | 0 (0)             | 0    | 0      | 1      |
| Mario Gatta       | Belgique    | ?                 | 24/12/1970        | 1990-1994            | 22 (0)            | 2    | 1      | 0      |
| Jean Geeraerts    | Belgique    | ?                 | ?                 | 1956-1959            | 0 (0)             | 0    | 0      | 0      |
| Grégory Gendrey   | France      | Milieu de terrain | 7/10/1986         | 2010-2011            | 10 (0)            | 4    | 2      | 1      |
| Guy Genicot       | Belgique    | ?                 | ?                 | 1959-1971            | 0 (0)             | 0    | 0      | 0      |
| Marcel Genot      | Belgique    | ?                 | ?                 | 1937-1939            | 0 (0)             | 0    | 0      | 0      |
| Jacky Georlette   | Belgique    | ?                 | 9/05/1958         | 1985-1986            | 0 (0)             | 0    | 0      | 0      |
| Jacques Gérard    | Belgique    | Gardien de but    | 20/01/1938        | 1958-1967            | 0 (0)             | 0    | 0      | 0      |
| Vito Gervasi      | Belgique    | ?                 | 13/02/1953        | 1972-1978            | 30 (30)           | 1    | 0      | 0      |
| Pierre Geys       | Belgique    | ?                 | 29/04/1948        | 1972-1975            | 34 (34)           | 1    | 0      | 0      |
| Grégory Ghislain  | Belgique    | ?                 | 15/04/1980        | 2001-2004            | 75 (0)            | 9    | 7      | 1      |
| Joe Gibbs         | Belgique    | ?                 | 13/06/1992        | 2010-2011            | 5 (0)             | 0    | 0      | 0      |
| Léon Gillaux      | Belgique    | Attaquant         | 23/12/1919        | 1950-1953            | 0 (0)             | 0    | 0      | 0      |
| John Gilles       | Belgique    | ?                 | ?                 | 1984-1985            | 0 (0)             | 0    | 0      | 0      |
| Michael Gilson    | Belgique    | ?                 | 28/02/1975        | 1991-1996            | 14 (0)            | 0    | 0      | 0      |
| Graziano Giordano | Belgique    | ?                 | 7/04/1993         | 2010-2012            | 3 (0)             | 0    | 0      | 0      |
| Mathieu Giraudon  | Belgique    | ?                 | 11/05/1991        | 2010-2012            | 16 (0)            | 0    | 1      | 0      |
| Michel Godaux     | Belgique    | ?                 | ?                 | 1957-1958            | 1 (1)             | 0    | 0      | 0      |
| Steven Godfroid   | Belgique    | ?                 | 16/03/1990        | 2009-2011            | 28 (0)            | 1    | 0      | 0      |
| Machado Gomes     | Belgique    | ?                 | 14/10/1981        | 2004-2005            | 1 (0)             | 0    | 0      | 0      |
| Pietro Gonzales   | Belgique    | ?                 | ?                 | 1938-1946            | 13 (13)           | 2    | 0      | 0      |
| Albert Gonze      | Belgique    | ?                 | ?                 | 1942-1946            | 0 (0)             | 0    | 0      | 0      |
| Jan Goossens      | Belgique    | ?                 | 4/07/1914         | 1938-1949            | 0 (0)             | 0    | 0      | 0      |
| Eddy Goossens     | Belgique    | ?                 | ?                 | 1967-1968            | 0 (0)             | 0    | 0      | 0      |
| Sylvano Goretti   | Belgique    | ?                 | 28/03/1962        | 1980-1981, 1988-1989 | 18 (0)            | 5    | 0      | 0      |
| André Gorez       | Belgique    | ?                 | 29/11/1948        | 1968-1970            | 56 (0)            | 11   | 0      | 0      |
| Léonard Gorissen  | Belgique    | Attaquant         | 3/01/1938         | 1970-1971            | 0 (0)             | 0    | 0      | 0      |
| Guy Gosseries     | Belgique    | ?                 | ?                 | 1958-1959            | 2 (2)             | 0    | 0      | 0      |
| Helmut Graf       | Belgique    | ?                 | 11/12/1946        | 1974-1975            | 29 (29)           | 1    | 0      | 0      |
| Frans Gubanski    | Belgique    | ?                 | 13/08/1911        | 1937-1939            | 0 (0)             | 0    | 0      | 0      |
| Libero Guerra     | Belgique    | ?                 | 10/01/1955        | 1974-1981, 1982-1987 | 1 (1)             | 0    | 0      | 0      |

## H
| Joueur            | Nationalité | Position  | Date de naissance | Période(s)           | Matches (dont D1) | Buts | Jaunes | Rouges |
| ----------------- | ----------- | --------- | ----------------- | -------------------- | ----------------- | ---- | ------ | ------ |
| Julien Habdas     | Belgique    | ?         | 14/03/1990        | 2009-2010            | 29 (0)            | 1    | 5      | 1      |
| Luc Hannouille    | Belgique    | ?         | 9/08/1961         | 1987-1988            | 0 (0)             | 0    | 0      | 0      |
| Jean Harnie       | Belgique    | ?         | ?                 | 1946-1949            | 0 (0)             | 0    | 0      | 0      |
| Driss Hassani     | Belgique    | ?         | 8/03/1973         | 1997-1998            | 1 (0)             | 0    | 0      | 0      |
| Pascal Hautenne   | Belgique    | ?         | 5/10/1968         | 1990-1992            | 16 (0)            | 4    | 1      | 0      |
| Akihiro Hayashi   | Japon       | ?         | 7/05/1987         | 2010-2011            | 10 (0)            | 0    | 0      | 0      |
| Philippe Hayon    | Belgique    | ?         | 10/06/1965        | 1985-1986            | 0 (0)             | 0    | 0      | 0      |
| Horst Heider      | Belgique    | ?         | 11/10/1939        | 1967-1969            | 18 (18)           | 3    | 0      | 0      |
| Michel Hemberg    | Belgique    | ?         | 14/03/1950        | 1975-1981            | 0 (0)             | 25   | 0      | 0      |
| Henri Henon       | Belgique    | ?         | ?                 | 1937-1938            | 2 (2)             | 0    | 0      | 0      |
| Elie Henriet      | Belgique    | ?         | 24/10/1926        | 1948-1949            | 2 (2)             | 1    | 0      | 0      |
| Prudent Henriet   | Belgique    | ?         | ?                 | 1949-1950            | 2 (2)             | 0    | 0      | 0      |
| Yves Henry        | Belgique    | ?         | 13/02/1966        | 1986-1987            | 0 (0)             | 0    | 0      | 0      |
| Frederic Heylen   | Belgique    | ?         | 20/09/1973        | 1991-1992            | 1 (0)             | 0    | 0      | 0      |
| Guillaume Heymans | Belgique    | ?         | ?                 | 1937-1946            | 0 (0)             | 0    | 0      | 0      |
| Fernand Hocquet   | Belgique    | ?         | 11/07/1937        | 1956-1959            | 1 (1)             | 0    | 0      | 0      |
| Jean-Claude Hody  | Belgique    | ?         | 30/03/1944        | 1960-1970            | 0 (0)             | 0    | 0      | 0      |
| Pascal Hofman     | Belgique    | Défenseur | 21/06/1970        | 1994-1997, 2001-2002 | 105 (0)           | 4    | 19     | 1      |
| Joseph Homble     | Belgique    | ?         | 26/09/1915        | 1937-1949            | 0 (0)             | 0    | 0      | 0      |
| Pascal Horion     | Belgique    | ?         | 31/10/1962        | 1988-1998            | 198 (0)           | 22   | 22     | 1      |
| Laszlo Horvath    | Belgique    | ?         | 7/01/1971         | 1991-1992            | 5 (0)             | 0    | 0      | 0      |
| Boussad Houche    | Belgique    | ?         | 5/04/1978         | 2002-2003            | 25 (0)            | 7    | 1      | 1      |
| Hervé Houlmont    | Belgique    | Défenseur | 21/11/1975        | 1997-1998            | 17 (0)            | 4    | 7      | 1      |
| Philippe Houx     | Belgique    | ?         | 28/11/1968        | 1989-1990            | 0 (0)             | 0    | 0      | 0      |
| Jules Hubert      | Belgique    | ?         | ?                 | 1942-1943            | 3 (3)             | 1    | 0      | 0      |
| Lionel Huet       | Belgique    | ?         | 2/03/1993         | 2011-2012            | 2 (0)             | 0    | 0      | 0      |

## I
| Joueur       | Nationalité | Position | Date de naissance | Période(s) | Matches (dont D1) | Buts | Jaunes | Rouges |
| ------------ | ----------- | -------- | ----------------- | ---------- | ----------------- | ---- | ------ | ------ |
| Daniel YVENS | Belgique    | Milieu   | 19/01950          | 1972-1975  | 10 (0)            | 1    | 0      | 0      |
| Daniel Ivens | Belgique    | ?        | ?                 | 1973-1974  | 0 (0)             | 0    | 0      | 0      |

## J
| Joueur              | Nationalité    | Position          | Date de naissance | Période(s) | Matches (dont D1) | Buts | Jaunes | Rouges |
| ------------------- | -------------- | ----------------- | ----------------- | ---------- | ----------------- | ---- | ------ | ------ |
| Charles Jacobs      | Belgique       | ?                 | 21/07/1948        | 1967-1968  | 0 (0)             | 0    | 0      | 0      |
| Marcel Jacquet      | Belgique       | ?                 | ?                 | 1953-1959  | 0 (0)             | 0    | 0      | 0      |
| Jean Jajor          | Belgique       | ?                 | 16/02/1940        | 1960-1961  | 4 (4)             | 0    | 0      | 0      |
| Loïc Janhutte       | Belgique       | ?                 | 8/01/1991         | 2011-2012  | 3 (0)             | 0    | 1      | 0      |
| Franciscus Janssens | Pays-Bas       | Attaquant         | 3/08/1944         | 1974-1975  | 31 (31)           | 7    | 0      | 0      |
| Franz Janssens      | Belgique       | ?                 | ?                 | 1969-1970  | 0 (0)             | 0    | 0      | 0      |
| David Jaugnau       | Belgique       | ?                 | 21/01/1973        | 1994-1995  | 8 (0)             | 0    | 0      | 0      |
| Clement Jeanmart    | Belgique       | ?                 | ?                 | 1941-1944  | 0 (0)             | 0    | 0      | 0      |
| Goran Jerkovic      | Belgique       | ?                 | 10/11/1986        | 2008-2009  | 20 (0)            | 6    | 3      | 1      |
| Zoran Jevtić        | RF Yougoslavie | Milieu de terrain | 16/04/1970        | 1991-1996  | 96 (0)            | 12   | 4      | 0      |
| Constant Joacim     | Belgique       | Défenseur         | 3/03/1908         | 1935-1939  | 0 (0)             | 0    | 0      | 0      |
| Bengt Johansson     | Suède          | Milieu de terrain | 14/02/1946        | 1972-1973  | 0 (0)             | 0    | 0      | 0      |
| Eric Jonckers       | Belgique       | ?                 | 9/08/1966         | 1986-1988  | 0 (0)             | 0    | 0      | 0      |
| Albert Jordan       | Belgique       | ?                 | 4/08/1934         | 1953-1959  | 0 (0)             | 0    | 0      | 0      |
| Michel Jordan       | Belgique       | ?                 | ?                 | 1959-1960  | 13 (13)           | 2    | 0      | 0      |
| Pedrag Jovanovic    | Belgique       | ?                 | 11/08/1965        | 1997-1998  | 13 (0)            | 5    | 0      | 0      |
| Alfredo Juliano     | Belgique       | ?                 | ?                 | 1972-1973  | 0 (0)             | 0    | 0      | 0      |

## K
| Joueur               | Nationalité   | Position          | Date de naissance | Période(s) | Matches (dont D1) | Buts | Jaunes | Rouges |
| -------------------- | ------------- | ----------------- | ----------------- | ---------- | ----------------- | ---- | ------ | ------ |
| Ulrich Kallius       | Belgique      | ?                 | 4/10/1945         | 1973-1975  | 22 (22)           | 19   | 0      | 0      |
| Hervé Kambou         | Côte d'Ivoire | Défenseur         | 1/05/1985         | 2007-2008  | 7 (0)             | 0    | 2      | 0      |
| Tarek Kamouni        | Belgique      | ?                 | 17/10/1978        | 1998-2001  | 19 (0)            | 1    | 2      | 0      |
| Aziz Kano            | Belgique      | ?                 | 22/01/1989        | 2007-2009  | 9 (0)             | 0    | 1      | 0      |
| Abdulhamit Karakilic | Belgique      | ?                 | 1/11/1982         | 2002-2004  | 15 (0)            | 1    | 0      | 0      |
| Jacques Keiser       | Belgique      | ?                 | ?                 | 1951-1952  | 1 (1)             | 0    | 0      | 0      |
| Alseny Passy Keita   | Belgique      | ?                 | 12/01/1978        | 2006-2007  | 11 (0)            | 0    | 0      | 0      |
| Manuel Kenes         | Belgique      | ?                 | 8/10/1965         | 1988-1989  | 0 (0)             | 0    | 0      | 0      |
| Ilir Kepa            | Belgique      | ?                 | 21/04/1966        | 1996-1998  | 51 (0)            | 10   | 2      | 0      |
| Romain Kiesllo       | Belgique      | ?                 | 24/12/1961        | 1987-1988  | 0 (0)             | 0    | 0      | 0      |
| Ivan Kodeh           | Belgique      | ?                 | 17/11/1979        | 1998-1999  | 5 (0)             | 0    | 0      | 0      |
| Siniša Končalović    | Croatie       | Milieu de terrain | 24/10/1967        | 1999-2001  | 40 (0)            | 1    | 5      | 0      |
| Alain Koudou         | Côte d'Ivoire | Attaquant         | 21/10/1984        | 2007-2008  | 14 (0)            | 3    | 2      | 1      |
| Radouan Koutaine     | Belgique      | ?                 | 29/06/1989        | 2010-2011  | 2 (0)             | 1    | 1      | 0      |
| Ștefan Kovács        | Roumanie      | Milieu de terrain | 2/10/1920         | 1938-1941  | 0 (0)             | 0    | 0      | 0      |
| Frédéric Koziol      | Belgique      | ?                 | 15/04/1981        | 2001-2004  | 39 (0)            | 0    | 1      | 0      |

## L
| Joueur               | Nationalité | Position          | Date de naissance | Période(s)           | Matches (dont D1) | Buts | Jaunes | Rouges |
| -------------------- | ----------- | ----------------- | ----------------- | -------------------- | ----------------- | ---- | ------ | ------ |
| Sergio La Valle      | Italie      | Milieu de terrain | 3/06/1972         | 1992-1997, 1999-2002 | 171 (0)           | 61   | 19     | 3      |
| Luc Laboureur        | Belgique    | ?                 | 12/03/1956        | 1978-1979            | 0 (0)             | 0    | 0      | 0      |
| Henry Lambert        | Belgique    | ?                 | ?                 | 1956-1960            | 0 (0)             | 0    | 0      | 0      |
| Gaetano Lamonaca     | Belgique    | ?                 | 22/08/1982        | 2003-2006            | 79 (0)            | 12   | 6      | 2      |
| Robert Lamoot        | Belgique    | Attaquant         | 18/03/1911        | 1938-1947            | 0 (0)             | 0    | 0      | 0      |
| Johan Lardin         | Belgique    | ?                 | 4/01/1979         | 1996-2001            | 5 (0)             | 0    | 0      | 0      |
| Gustave Laurent      | Belgique    | ?                 | ?                 | 1942-1947            | 0 (0)             | 0    | 0      | 0      |
| Olivier Laurent      | Belgique    | ?                 | 14/06/1968        | 1990-1991            | 0 (0)             | 0    | 0      | 0      |
| Steve Lazitch        | Belgique    | ?                 | 5/07/1973         | 1991-1995            | 5 (0)             | 0    | 0      | 0      |
| Lucien Lebon         | Belgique    | ?                 | ?                 | 1945-1955            | 0 (0)             | 0    | 0      | 0      |
| Bruno Lebrun         | Belgique    | ?                 | 29/03/1972        | 1992-1994            | 21 (0)            | 0    | 0      | 0      |
| Raoul Lechien        | Belgique    | ?                 | ?                 | 1945-1952            | 0 (0)             | 0    | 0      | 0      |
| Pascal Leduc         | Belgique    | ?                 | 30/10/1971        | 1990-1998            | 15 (0)            | 0    | 4      | 0      |
| Alain Lefèvre        | Belgique    | ?                 | ?                 | 1984-1985            | 0 (0)             | 0    | 0      | 0      |
| Henri Lefèvre        | Belgique    | ?                 | ?                 | 1950-1958            | 0 (0)             | 0    | 0      | 0      |
| Jacques Leghait      | Belgique    | ?                 | ?                 | 1954-1955            | 8 (8)             | 0    | 0      | 0      |
| Jacques Lenoble      | Belgique    | ?                 | 26/07/1989        | 2009-2010            | 0 (0)             | 0    | 0      | 0      |
| Pascal Lepage        | Belgique    | ?                 | 25/01/1963        | 1980-1981, 1983-1986 | 0 (0)             | 0    | 0      | 0      |
| Hubert Lepère        | Belgique    | ?                 | 1/03/1940         | 1960-1963            | 0 (0)             | 0    | 0      | 0      |
| Emanuelle Lepore     | Belgique    | ?                 | 10/01/1974        | 1992-1997            | 26 (0)            | 0    | 0      | 0      |
| Robert Lerat         | Belgique    | ?                 | ?                 | 1943-1944            | 1 (1)             | 0    | 0      | 0      |
| Fabian Leroy         | Belgique    | ?                 | 2/06/1991         | 2009-2010            | 1 (0)             | 0    | 0      | 0      |
| Dimitri Leurquin     | Belgique    | ?                 | 3/04/1985         | 2008-2009            | 30 (0)            | 1    | 6      | 0      |
| Guy Libambu-Ndambola | Belgique    | ?                 | 19/09/1976        | 1995-2001            | 105 (0)           | 5    | 25     | 3      |
| Jules Liroux         | Belgique    | ?                 | ?                 | 1969-1970            | 0 (0)             | 0    | 0      | 0      |
| Rene Livin           | Belgique    | ?                 | 26/11/1924        | 1947-1952            | 0 (0)             | 0    | 0      | 0      |
| Pierre Lombard       | Belgique    | ?                 | ?                 | 1945-1954            | 0 (0)             | 0    | 0      | 0      |
| Srdan Lopicic        | Belgique    | ?                 | 20/11/1983        | 2010-2011            | 13 (0)            | 4    | 1      | 0      |
| Abdelkhalek Louzani  | Maroc       | Milieu de terrain | 13/07/1945        | 1976-1978            | 0 (0)             | 0    | 0      | 0      |
| Rudy Luparelli       | Belgique    | ?                 | 3/11/1962         | 1983-1985            | 0 (0)             | 0    | 0      | 0      |

## M
| Joueur                    | Nationalité | Position          | Date de naissance | Période(s) | Matches (dont D1) | Buts | Jaunes | Rouges |
| ------------------------- | ----------- | ----------------- | ----------------- | ---------- | ----------------- | ---- | ------ | ------ |
| Nawfal Mabchour           | Belgique    | ?                 | 25/06/1991        | 2010-2012  | 18 (0)            | 1    | 1      | 0      |
| Bienvenue Mabeka-Makengo  | Belgique    | ?                 | 31/07/1975        | 1995-2000  | 35 (0)            | 1    | 5      | 0      |
| Baptiste Mabille          | Belgique    | ?                 | 3/08/1992         | 2010-2012  | 3 (0)             | 0    | 0      | 0      |
| Robert Maertens           | Belgique    | Milieu de terrain | 24/01/1930        | 1959-1963  | 0 (0)             | 0    | 0      | 0      |
| Jacques Magdeleens        | Belgique    | ?                 | ?                 | 1971-1974  | 0 (0)             | 0    | 0      | 0      |
| Nicolas Magoge            | Belgique    | ?                 | 27/01/1994        | 2011-2012  | 2 (0)             | 0    | 0      | 0      |
| Thomas Magoge             | Belgique    | ?                 | 23/01/1992        | 2009-2010  | 1 (0)             | 0    | 1      | 0      |
| Gaetan Malacort           | Belgique    | ?                 | 3/01/1985         | 2003-2010  | 163 (0)           | 3    | 11     | 0      |
| Nebojša Malbaša           | Yougoslavie | Attaquant         | 25/06/1959        | 1996-1997  | 14 (0)            | 7    | 3      | 0      |
| Rudy Malbrecq             | Belgique    | ?                 | 2/10/1982         | 2001-2002  | 1 (0)             | 0    | 0      | 0      |
| Marcel Malengret          | Belgique    | ?                 | ?                 | 1949-1951  | 0 (0)             | 0    | 0      | 0      |
| Loic Marchand             | Belgique    | ?                 | 9/07/1990         | 2009-2012  | 10 (0)            | 0    | 2      | 0      |
| Christophe Marchewka      | Belgique    | ?                 | 3/08/1979         | 1998-1999  | 4 (0)             | 0    | 0      | 0      |
| Georges Marcq             | Belgique    | ?                 | ?                 | 1955-1960  | 0 (0)             | 0    | 0      | 0      |
| Giuseppe Marotta          | Belgique    | ?                 | 18/10/1975        | 2000-2002  | 26 (0)            | 2    | 1      | 0      |
| Emmanuel Maroulis         | Belgique    | ?                 | ?                 | 1969-1970  | 0 (0)             | 0    | 0      | 0      |
| Antonio Marsala           | Belgique    | Gardien de but    | 26/02/1990        | 2008-2009  | 0 (0)             | 0    | 0      | 0      |
| Honoré Martens            | Belgique    | ?                 | 15/06/1912        | 1938-1944  | 0 (0)             | 0    | 0      | 0      |
| Francesco Anton Martinez  | Belgique    | ?                 | 16/04/1944        | 1972-1981  | 29 (29)           | 1    | 0      | 0      |
| Celestin Martini          | Belgique    | ?                 | 14/01/1950        | 1973-1979  | 20 (20)           | 1    | 0      | 0      |
| Peter Pal Marton          | Belgique    | ?                 | 3/10/1935         | 1958-1959  | 1 (1)             | 0    | 0      | 0      |
| Jacques Mascaux           | Belgique    | ?                 | ?                 | 1957-1959  | 0 (0)             | 0    | 0      | 0      |
| Leon Mascaux              | Belgique    | ?                 | ?                 | 1938-1947  | 0 (0)             | 0    | 0      | 0      |
| Thierry Masset            | Belgique    | ?                 | 19/09/1964        | 1984-1987  | 0 (0)             | 0    | 0      | 0      |
| Jean-Michel Mathieu       | Belgique    | ?                 | 20/06/1960        | 1977-1978  | 0 (0)             | 0    | 0      | 0      |
| Guy Mattioli              | Belgique    | ?                 | 20/02/1959        | 1978-1979  | 0 (0)             | 0    | 0      | 0      |
| Gianfranco Mauro          | Belgique    | ?                 | 21/09/1958        | 1976-1982  | 0 (0)             | 0    | 0      | 0      |
| Jozef Maussen             | Belgique    | ?                 | 4/03/1949         | 1970-1971  | 0 (0)             | 0    | 0      | 0      |
| Konde Mayanga             | Belgique    | ?                 | 12/02/1973        | 1993-1994  | 1 (0)             | 1    | 0      | 0      |
| Maku Mayanga              | Belgique    | ?                 | 31/10/1953        | 1983-1984  | 0 (0)             | 0    | 0      | 0      |
| Pemba Mayanga             | Belgique    | ?                 | 30/04/1976        | 1996-2001  | 62 (0)            | 10   | 1      | 0      |
| Thaty M'Bungu             | Belgique    | ?                 | 1/10/1954         | 1984-1985  | 0 (0)             | 0    | 0      | 0      |
| Yoan Medda                | Belgique    | ?                 | 1/09/1980         | 2000-2001  | 3 (0)             | 0    | 0      | 0      |
| Miguel Mendez-Sobotka     | Belgique    | ?                 | 13/09/1985        | 2005-2006  | 0 (0)             | 0    | 0      | 0      |
| Sébastien Mercier         | Belgique    | ?                 | 15/01/1981        | 2001-2003  | 8 (0)             | 0    | 1      | 0      |
| Damien Miceli             | Belgique    | ?                 | 17/10/1984        | 2009-2010  | 30 (0)            | 9    | 7      | 0      |
| Francesco Miceli          | Belgique    | ?                 | 25/08/1955        | 1976-1978  | 0 (0)             | 0    | 0      | 0      |
| Mendoza Melo              | Belgique    | ?                 | ?                 | 1991-1992  | 0 (0)             | 0    | 0      | 0      |
| Menyhert Meny Hart        | Belgique    | ?                 | 19/07/1956        | 1988-1990  | 0 (0)             | 0    | 0      | 0      |
| Michel Meo                | Belgique    | ?                 | 31/12/1961        | 1985-1987  | 0 (0)             | 0    | 0      | 0      |
| Martial Mertens           | Belgique    | ?                 | ?                 | 1970-1971  | 0 (0)             | 0    | 0      | 0      |
| Roger Mevisse             | Belgique    | ?                 | ?                 | 1946-1955  | 0 (0)             | 0    | 0      | 0      |
| Dominique Michel          | Belgique    | Gardien de but    | 20/09/1964        | 1997-1999  | 44 (0)            | 0    | 3      | 0      |
| Thomas Minsart            | Belgique    | ?                 | 15/03/1991        | 2007-2010  | 13 (0)            | 0    | 0      | 0      |
| Anthony Mion              | Belgique    | ?                 | 16/12/1989        | 2008-2010  | 1 (0)             | 0    | 0      | 0      |
| Eugenio Mismetti          | Italie      | ?                 | ?                 | 1976-1977  | 0 (0)             | 0    | 0      | 0      |
| Salem M'Kass              | Belgique    | ?                 | 3/03/1964         | 1984-1986  | 0 (0)             | 0    | 0      | 1      |
| Arnaud Alex Monney        | Belgique    | ?                 | 18/09/1981        | 2006-2007  | 21 (0)            | 0    | 5      | 0      |
| Georges Mordant           | Belgique    | ?                 | 11/09/1927        | 1947-1957  | 0 (0)             | 0    | 0      | 0      |
| Thomas Moreau             | Belgique    | Défenseur         | 26/11/1981        | 2002-2006  | 106 (0)           | 1    | 13     | 0      |
| Juan Manuel Moreno Colero | Belgique    | ?                 | 9/03/1967         | 1988-1995  | 111 (0)           | 1    | 12     | 2      |
| Philippe Morue            | Belgique    | ?                 | 8/01/1958         | 1984-1985  | 0 (0)             | 0    | 0      | 0      |
| Thierry Mulatin           | Belgique    | ?                 | ?                 | 1985-1986  | 0 (0)             | 0    | 0      | 0      |
| Jean-Pierre Murari        | Belgique    | ?                 | 6/11/1957         | 1975-1981  | 0 (0)             | 0    | 0      | 0      |
| Philippe Murari           | Belgique    | ?                 | 22/04/1958        | 1975-1976  | 0 (0)             | 0    | 0      | 0      |
| Samuel Murillo-Santos     | Belgique    | ?                 | 16/01/1990        | 2011-2012  | 7 (0)             | 0    | 3      | 0      |
| Benoît Mustin             | Belgique    | ?                 | 7/01/1962         | 1979-1981  | 0 (0)             | 0    | 0      | 0      |
| Raphaël Mutombo           | Belgique    | ?                 | 13/09/1992        | 2010-2011  | 0 (0)             | 0    | 0      | 0      |
| Yohan M'Vila              | Belgique    | ?                 | 8/10/1988         | 2010-2011  | 6 (0)             | 0    | 0      | 0      |

## N
| Joueur                   | Nationalité   | Position  | Date de naissance | Période(s) | Matches (dont D1) | Buts | Jaunes | Rouges |
| ------------------------ | ------------- | --------- | ----------------- | ---------- | ----------------- | ---- | ------ | ------ |
| Jose Nadson              | Belgique      | ?         | 8/06/1977         | 1993-1994  | 5 (0)             | 0    | 0      | 0      |
| Christophe Nahimana      | Belgique      | ?         | 2/11/1989         | 2009-2010  | 26 (0)            | 8    | 5      | 1      |
| Luca Napoleone           | Belgique      | ?         | 30/09/1993        | 2011-2012  | 7 (0)             | 0    | 0      | 0      |
| Eddy Nart                | Belgique      | ?         | 23/07/1963        | 1979-1980  | 0 (0)             | 0    | 0      | 0      |
| Deray Nartz              | Belgique      | ?         | 10/07/1971        | 1989-1990  | 0 (0)             | 0    | 0      | 0      |
| Mohamed Habib N'Diaye    | Mali          | Défenseur | 17/01/1986        | 2005-2007  | 42 (0)            | 2    | 8      | 1      |
| Thomas Nelis             | Belgique      | Attaquant | 26/11/1981        | 2009-2011  | 63 (0)            | 19   | 8      | 0      |
| Geoffrey N'Goran         | Côte d'Ivoire | ?         | 8/11/1974         | 2004-2005  | 2 (0)             | 0    | 0      | 0      |
| Xavier Ngungu            | Belgique      | ?         | 17/05/1987        | 2009-2010  | 10 (0)            | 1    | 1      | 0      |
| Guy-Roland Niangbo Nassa | Côte d'Ivoire | Attaquant | 21/05/1986        | 2005-2008  | 89 (0)            | 41   | 11     | 1      |
| Guido Nicolaes           | Belgique      | Attaquant | 15/07/1950        | 1970-1972  | 0 (0)             | 26   | 0      | 0      |
| Kevin Nieus              | Belgique      | Défenseur | 22/06/1982        | 2002-2009  | 158 (0)           | 7    | 12     | 1      |
| Otair Nogueira-Pessoa    | Belgique      | ?         | 14/05/1963        | 1994-1996  | 9 (0)             | 4    | 0      | 0      |
| Joseph Norys             | Belgique      | ?         | 21/06/1955        | 1972-1974  | 0 (0)             | 0    | 0      | 0      |
| Tcho Tcho Nzunzi Makuso  | Belgique      | ?         | 5/05/1990         | 2010-2011  | 10 (0)            | 2    | 1      | 0      |

## O
| Joueur          | Nationalité | Position  | Date de naissance | Période(s) | Matches (dont D1) | Buts | Jaunes | Rouges |
| --------------- | ----------- | --------- | ----------------- | ---------- | ----------------- | ---- | ------ | ------ |
| Oscar Olio      | Belgique    | ?         | 1/01/1923         | 1939-1953  | 173 (173)         | 34   | 0      | 0      |
| Luc Olivier     | Belgique    | ?         | 16/05/1967        | 1990-1993  | 84 (0)            | 6    | 9      | 1      |
| Abdellac Ouafik | Belgique    | ?         | 26/05/1965        | 1991-1992  | 17 (0)            | 1    | 0      | 0      |
| Farid Oukadi    | Belgique    | ?         | 6/01/1990         | 2011-2012  | 1 (0)             | 0    | 0      | 0      |
| Dieudonné Owona | Cameroun    | Défenseur | 28/02/1986        | 2010-2011  | 11 (0)            | 1    | 2      | 0      |

## P
| Joueur                   | Nationalité   | Position          | Date de naissance | Période(s)           | Matches (dont D1) | Buts | Jaunes | Rouges |
| ------------------------ | ------------- | ----------------- | ----------------- | -------------------- | ----------------- | ---- | ------ | ------ |
| Michaël Paci             | Belgique      | ?                 | 13/12/1973        | 1994-1995            | 28 (0)            | 4    | 4      | 0      |
| Salvatore Parisi         | Belgique      | ?                 | 8/08/1953         | 1978-1982, 1984-1985 | 0 (0)             | 0    | 0      | 0      |
| Jean-Baptiste Paternotte | Belgique      | ?                 | 4/01/1981         | 2008-2009            | 10 (0)            | 0    | 1      | 0      |
| Benoit Paulet            | Belgique      | ?                 | 16/02/1969        | 1986-1993            | 59 (0)            | 4    | 4      | 0      |
| Nicolas Pedini           | Belgique      | ?                 | 3/07/1985         | 2004-2011            | 135 (0)           | 23   | 15     | 0      |
| Albert Peeters           | Belgique      | ?                 | 10/05/1928        | 1949-1957            | 0 (0)             | 0    | 0      | 0      |
| Alfons Peeters           | Belgique      | Défenseur         | 21/01/1943        | 1967-1968            | 0 (0)             | 0    | 0      | 0      |
| Armand Peeters           | Belgique      | ?                 | 21/01/1943        | 1967-1970            | 0 (0)             | 0    | 0      | 0      |
| Wognonwon Georcelin Péhé | Côte d'Ivoire | Milieu de terrain | 10/08/1980        | 2004-2008            | 93 (0)            | 15   | 11     | 0      |
| Luciano Pereira Da Silva | Belgique      | ?                 | 15/02/1977        | 2000-2001            | 4 (0)             | 0    | 0      | 1      |
| Alexandre Persich        | Belgique      | ?                 | 24/11/1956        | 1985-1987            | 0 (0)             | 0    | 0      | 0      |
| Olivier Pestiaux         | Belgique      | ?                 | 2/01/1981         | 2001-2002            | 1 (0)             | 0    | 0      | 0      |
| Anthony Petaccia         | Belgique      | ?                 | 5/01/1976         | 1998-2002            | 100 (0)           | 18   | 23     | 0      |
| Jean-Baptiste Piccinin   | Belgique      | ?                 | 22/03/1936        | 1954-1960            | 54 (54)           | 27   | 0      | 0      |
| Omer Pierange            | Belgique      | ?                 | 23/01/1920        | 1945-1957            | 0 (0)             | 0    | 0      | 0      |
| Edwin Pio                | Belgique      | ?                 | 27/10/1966        | 1994-1996            | 20 (0)            | 14   | 0      | 0      |
| André Piters             | Belgique      | Attaquant         | 18/01/1931        | 1961-1963            | 0 (0)             | 0    | 0      | 0      |
| Bruno Pizzinat           | Belgique      | ?                 | 22/10/1929        | 1949-1953            | 13 (13)           | 4    | 0      | 0      |
| Michel Poels             | Belgique      | ?                 | 13/01/1949        | 1974-1975            | 24 (24)           | 1    | 0      | 0      |
| Filippo Porco            | Belgique      | ?                 | 24/03/1989        | 2009-2011            | 33 (0)            | 1    | 7      | 0      |
| Nathan Porrit            | Belgique      | ?                 | 9/01/1990         | 2010-2011            | 4 (0)             | 0    | 1      | 0      |
| Christophe Préseaux      | Belgique      | ?                 | 3/09/1980         | 2003-2004            | 28 (0)            | 6    | 6      | 0      |
| Albert-Andre Prevot      | Belgique      | ?                 | ?                 | 1953-1963            | 0 (0)             | 0    | 0      | 0      |
| Vincent Prevot           | Belgique      | ?                 | 23/09/1963        | 1980-1982, 1983-1984 | 0 (0)             | 0    | 0      | 0      |
| Walter Primi             | Belgique      | Milieu de terrain | 15/08/1961        | 1983-1984            | 0 (0)             | 0    | 0      | 0      |
| Jozef Przybylski         | Belgique      | ?                 | 9/08/1920         | 1950-1952            | 1 (1)             | 0    | 0      | 0      |

## Q
| Joueur            | Nationalité | Position | Date de naissance | Période(s) | Matches (dont D1) | Buts | Jaunes | Rouges |
| ----------------- | ----------- | -------- | ----------------- | ---------- | ----------------- | ---- | ------ | ------ |
| Francesco Quaglia | Belgique    | ?        | 23/01/1982        | 2004-2005  | 21 (0)            | 2    | 1      | 0      |

## R
| Joueur               | Nationalité | Position          | Date de naissance | Période(s)           | Matches (dont D1) | Buts | Jaunes | Rouges |
| -------------------- | ----------- | ----------------- | ----------------- | -------------------- | ----------------- | ---- | ------ | ------ |
| Francis Rabozee      | Belgique    | ?                 | ?                 | 1969-1970            | 0 (0)             | 0    | 0      | 0      |
| Sébastian Rassart    | Belgique    | ?                 | 18/09/1979        | 2008-2009            | 0 (0)             | 0    | 0      | 0      |
| Wilfrid Remy         | Belgique    | ?                 | 9/11/1988         | 2010-2011            | 19 (0)            | 1    | 1      | 2      |
| Logan Reniers        | Belgique    | ?                 | 21/04/1981        | 1998-1999, 2000-2001 | 4 (0)             | 0    | 0      | 0      |
| Yves Reygaert        | Belgique    | ?                 | 6/01/1954         | 1980-1981            | 0 (0)             | 0    | 0      | 0      |
| Louis Riboux         | Belgique    | ?                 | ?                 | 1951-1955            | 0 (0)             | 0    | 0      | 0      |
| Jules Riga           | Belgique    | ?                 | ?                 | 1968-1970            | 0 (0)             | 0    | 0      | 0      |
| Freddy Rombaut       | Belgique    | ?                 | 11/08/1951        | 1970-1975            | 24 (24)           | 0    | 0      | 0      |
| David Ros            | Belgique    | ?                 | 6/05/1981         | 2000-2002            | 3 (0)             | 1    | 0      | 0      |
| Jérôme Rosa-Chaveiro | Belgique    | ?                 | 30/12/1977        | 1999-2000            | 16 (0)            | 0    | 3      | 0      |
| Mathias Rossi        | Belgique    | ?                 | 14/07/1992        | 2010-2012            | 14 (0)            | 1    | 0      | 0      |
| Karim Rouani         | Belgique    | ?                 | 8/03/1982         | 2007-2009            | 30 (0)            | 3    | 1      | 0      |
| Jonny Rowell         | Angleterre  | Milieu de terrain | 10/09/1989        | 2010-2011            | 27 (0)            | 4    | 5      | 1      |
| Alfred Ruwet         | Belgique    | ?                 | 13/02/1937        | 1956-1959            | 0 (0)             | 0    | 0      | 0      |
| Sébastien Ruiu       | Belgique    | Libéro            | 24/10/1979        | 1999-2000            | 1 (0)             | 0    | 0      | 0      |

## S
| Joueur                      | Nationalité | Position          | Date de naissance | Période(s)           | Matches (dont D1) | Buts | Jaunes | Rouges |
| --------------------------- | ----------- | ----------------- | ----------------- | -------------------- | ----------------- | ---- | ------ | ------ |
| Djilali Saad                | France      | Milieu de terrain | 23/05/1972        | 2001-2002            | 28 (0)            | 2    | 3      | 0      |
| Mauro Sabbadini             | Belgique    | ?                 | 2/01/1978         | 1996-1999            | 55 (0)            | 1    | 7      | 0      |
| Rudy Saintini               | France      | Milieu de terrain | 2/05/1987         | 2008-2009            | 17 (0)            | 2    | 3      | 0      |
| Claude Saint-Paul           | Belgique    | ?                 | ?                 | 1967-1969            | 0 (0)             | 0    | 0      | 0      |
| Dominique Save              | Belgique    | ?                 | 22/07/1962        | 1986-1987            | 0 (0)             | 0    | 0      | 0      |
| Nadir Sbaa                  | Belgique    | Attaquant         | 22/04/1982        | 2008-2009            | 32 (0)            | 11   | 6      | 0      |
| Philippe Sbille             | Belgique    | ?                 | 27/02/1956        | 1986-1987            | 0 (0)             | 0    | 0      | 0      |
| Jean-Philippe Schrijnen     | Belgique    | ?                 | 7/10/1967         | 1989-1997            | 142 (0)           | 5    | 26     | 4      |
| Philippe Sciamanna          | Belgique    | ?                 | 16/10/1963        | 1985-1987            | 0 (0)             | 0    | 0      | 0      |
| Diego Scozzari              | Belgique    | ?                 | 22/05/1957        | 1977-1978            | 0 (0)             | 0    | 0      | 0      |
| Erdem Sen                   | Belgique    | ?                 | 5/01/1989         | 2010-2012            | 18 (0)            | 1    | 3      | 1      |
| Dionizio Carlos Silva Filho | Brésil      | ?                 | 18/08/1971        | 1993-1994            | 24 (0)            | 4    | 3      | 1      |
| Domenico Silvagni           | Belgique    | ?                 | 9/10/1939         | 1957-1964            | 138 (138)         | 1    | 0      | 0      |
| Silvano Silvagni            | Belgique    | ?                 | 18/07/1952        | 1975-1978            | 0 (0)             | 0    | 0      | 0      |
| Jeffrey Smith               | Belgique    | ?                 | 28/06/1980        | 2010-2011            | 12 (0)            | 1    | 3      | 1      |
| Sigmund Sobieski            | Pologne     | ?                 | 26/04/1935        | 1954-1958            | 66 (66)           | 3    | 0      | 0      |
| Tennyson Johkang Sonkey     | Belgique    | ?                 | 31/07/1982        | 2011-2012            | 5 (0)             | 3    | 1      | 0      |
| Yves Soudan                 | Belgique    | ?                 | 23/10/1967        | 1997-1999, 2000-2002 | 69 (0)            | 36   | 7      | 0      |
| André Spiessens             | Belgique    | ?                 | ?                 | 1942-1948            | 0 (0)             | 0    | 0      | 0      |
| Stéphane Stassin            | Belgique    | Milieu de terrain | 8/10/1976         | 2010-2012            | 32 (0)            | 4    | 7      | 2      |
| Jérémy Steens               | Belgique    | ?                 | 29/07/1983        | 2007-2009            | 60 (0)            | 7    | 2      | 1      |
| Eric Sterckmans             | Belgique    | ?                 | 25/05/1971        | 1990-1991            | 0 (0)             | 0    | 0      | 0      |
| Émile Stijnen               | Belgique    | Milieu de terrain | 2/11/1907         | 1935-1943            | 0 (0)             | 0    | 0      | 0      |
| Frédéric Stilmant           | Belgique    | Milieu de terrain | 1/05/1979         | 1997-2001, 2007-2010 | 193 (0)           | 24   | 39     | 1      |
| Philippe Stroobants         | Belgique    | ?                 | ?                 | 1968-1971            | 0 (0)             | 0    | 0      | 0      |
| Muendo Fanny Sukama         | Angola      | ?                 | 9/11/1979         | 2001-2002            | 23 (0)            | 0    | 1      | 1      |
| Sabahudin Sulejmanovic      | Belgique    | ?                 | 1/02/1982         | 2006-2007            | 15 (0)            | 1    | 2      | 0      |
| Robert Junior Sulieman      | Belgique    | ?                 | 13/07/1983        | 2006-2007            | 3 (0)             | 0    | 0      | 0      |
| Dominique Swientczak        | Belgique    | ?                 | 31/12/1953        | 1976-1981            | 0 (0)             | 0    | 0      | 0      |
| David Swerdfegers           | Belgique    | ?                 | 30/10/1974        | 2000-2001            | 29 (0)            | 0    | 3      | 0      |

## T
| Joueur             | Nationalité | Position          | Date de naissance | Période(s)           | Matches (dont D1) | Buts | Jaunes | Rouges |
| ------------------ | ----------- | ----------------- | ----------------- | -------------------- | ----------------- | ---- | ------ | ------ |
| Calogero Taibi     | Belgique    | Milieu de terrain | 16/11/1966        | 1993-1998            | 46 (0)            | 9    | 3      | 0      |
| Rachid Talbaoui    | Belgique    | ?                 | 15/08/1974        | 1996-1997            | 11 (0)            | 0    | 1      | 1      |
| Francesco Taormina | Belgique    | ?                 | 25/06/1987        | 2006-2009            | 15 (0)            | 1    | 0      | 0      |
| Raymond Taxhet     | Belgique    | ?                 | ?                 | 1975-1978            | 0 (0)             | 0    | 0      | 0      |
| Philippe Tayemans  | Belgique    | ?                 | 4/12/1962         | 1979-1980            | 0 (0)             | 0    | 0      | 0      |
| Kevin Terwagne     | Belgique    | ?                 | 2/04/1986         | 2005-2011            | 124 (0)           | 3    | 19     | 3      |
| Éric Thibaut       | Belgique    | ?                 | 20/04/1963        | 1980-1981, 1983-1995 | 127 (0)           | 20   | 13     | 2      |
| Philippe Thibaut   | Belgique    | ?                 | 6/08/1962         | 1983-1986            | 0 (0)             | 0    | 0      | 0      |
| Xavier Thiry       | Belgique    | ?                 | 16/06/1975        | 1994-1999            | 43 (0)            | 0    | 0      | 0      |
| Alexandre Tokpa    | Belgique    | ?                 | 16/11/1985        | 2008-2009            | 11 (0)            | 2    | 0      | 2      |
| Antonio Toma       | Belgique    | ?                 | 22/02/1941        | 1960-1962            | 5 (5)             | 0    | 0      | 0      |
| Arthur Tonneau     | Belgique    | ?                 | ?                 | 1952-1953            | 0 (0)             | 0    | 0      | 0      |
| Jimmy Tordeurs     | Belgique    | ?                 | 15/06/1987        | 2005-2009            | 4 (0)             | 0    | 0      | 0      |
| Antonio Tosini     | Belgique    | ?                 | 16/01/1946        | 1980-1981            | 0 (0)             | 0    | 0      | 0      |
| Gino Tosini        | Belgique    | ?                 | 21/08/1957        | 1984-1986            | 0 (0)             | 0    | 0      | 0      |
| Amadou Toure       | Belgique    | ?                 | 27/09/1982        | 2008-2009            | 11 (0)            | 1    | 2      | 0      |
| Marc Tozzi         | Belgique    | ?                 | 13/02/1966        | 1983-1987            | 0 (0)             | 0    | 0      | 0      |
| François Trotta    | Belgique    | ?                 | 18/10/1963        | 1979-1980            | 0 (0)             | 0    | 0      | 0      |
| Thierry Trubacz    | Belgique    | ?                 | ?                 | 1975-1976            | 0 (0)             | 0    | 0      | 0      |
| Csaba Turner       | Belgique    | ?                 | 2/02/1956         | 1988-1989            | 0 (0)             | 0    | 0      | 0      |
| Frans Tuyaerts     | Belgique    | ?                 | ?                 | 1967-1968            | 0 (0)             | 0    | 0      | 0      |
| Willy Tuyaerts     | Belgique    | ?                 | 21/11/1945        | 1974-1977            | 35 (35)           | 0    | 0      | 0      |

## U
| Joueur                | Nationalité | Position | Date de naissance | Période(s) | Matches (dont D1) | Buts | Jaunes | Rouges |
| --------------------- | ----------- | -------- | ----------------- | ---------- | ----------------- | ---- | ------ | ------ |
| Baptiste Ulens        | Belgique    | ?        | 24/07/1987        | 2009-2010  | 30 (0)            | 4    | 7      | 0      |
| Yannick Uytterhaeghen | Belgique    | ?        | 14/08/1965        | 1989-1990  | 0 (0)             | 0    | 0      | 0      |

## V
| Joueur                      | Nationalité | Position          | Date de naissance | Période(s)           | Matches (dont D1) | Buts | Jaunes | Rouges |
| --------------------------- | ----------- | ----------------- | ----------------- | -------------------- | ----------------- | ---- | ------ | ------ |
| Ferdinand Vaccarello        | Belgique    | ?                 | 22/12/1965        | 1983-1984            | 0 (0)             | 0    | 0      | 0      |
| Alan Valcarcel              | Belgique    | ?                 | 7/02/1969         | 1992-1994            | 16 (0)            | 5    | 0      | 1      |
| Patrice-David Valgaire      | Belgique    | ?                 | 16/07/1976        | 2003-2004            | 4 (0)             | 1    | 1      | 0      |
| Christophe Van Beneden      | Belgique    | ?                 | 27/12/1977        | 2000-2001            | 25 (0)            | 1    | 2      | 0      |
| Edouard Van Brandt          | Belgique    | ?                 | ?                 | 1937-1942            | 0 (0)             | 0    | 0      | 0      |
| Henri Van Brusteghem        | Belgique    | ?                 | ?                 | 1949-1953            | 0 (0)             | 0    | 0      | 0      |
| Alain Van Buyten            | Belgique    | Défenseur         | 24/08/1976        | 2000-2002            | 27 (0)            | 3    | 3      | 2      |
| Jan Van Campenhout          | Belgique    | ?                 | 25/11/1956        | 1980-1981            | 0 (0)             | 0    | 0      | 0      |
| Thomas Van Den Houten       | Belgique    | ?                 | 20/07/1990        | 2010-2011            | 12 (0)            | 0    | 1      | 0      |
| Nicolas Van Grootenbruel    | Belgique    | ?                 | 14/05/1983        | 2005-2007            | 0 (0)             | 0    | 0      | 0      |
| Frans Van Haelen            | Belgique    | Attaquant         | ?                 | ?                    | 0 (0)             | 0    | 0      | 0      |
| Dominque Van Hee            | Belgique    | ?                 | 5/06/1964         | 1983-1986            | 0 (0)             | 0    | 0      | 0      |
| Philippe Van Hee            | Belgique    | ?                 | 14/06/1969        | 1988-1990            | 0 (0)             | 0    | 0      | 0      |
| Sébastien Van Hee           | Belgique    | ?                 | 5/05/1968         | 1990-1993            | 45 (0)            | 11   | 4      | 1      |
| Paul Van Hex                | Belgique    | ?                 | ?                 | 1968-1973            | 0 (0)             | 0    | 0      | 0      |
| Fernand Van Hoecke          | Belgique    | ?                 | ?                 | 1948-1951            | 0 (0)             | 0    | 0      | 0      |
| Henri Van Laer              | Belgique    | ?                 | ?                 | 1968-1971            | 0 (0)             | 0    | 0      | 0      |
| François Van Nueten         | Belgique    | ?                 | ?                 | 1948-1949            | 0 (0)             | 0    | 0      | 0      |
| Jean-Marie Van Sevenant     | Belgique    | ?                 | ?                 | 1968-1974            | 0 (0)             | 0    | 0      | 0      |
| Frans Van Tongerloo         | Belgique    | ?                 | 30/04/1908        | 1941-1943            | 0 (0)             | 0    | 0      | 0      |
| Jacques Van Welle           | Belgique    | ?                 | 10/09/1947        | 1970-1975            | 30 (30)           | 3    | 0      | 0      |
| Philippe Van Wilder         | Belgique    | ?                 | 14/02/1940        | 1968-1969            | 0 (0)             | 0    | 0      | 0      |
| Emile Vandebotermet         | Belgique    | ?                 | ?                 | 1951-1952            | 0 (0)             | 0    | 0      | 0      |
| Lucien Vanden Enden         | Belgique    | ?                 | ?                 | 1954-1956            | 0 (0)             | 0    | 0      | 0      |
| Roland Vandenbosch          | Belgique    | ?                 | 17/09/1953        | 1974-1975            | 5 (5)             | 0    | 0      | 0      |
| Jean-Marie Vanderhoost      | Belgique    | ?                 | 12/05/1950        | 1970-1976            | 1 (1)             | 0    | 0      | 0      |
| André Vanderstappen         | Belgique    | ?                 | 27/03/1934        | 1953-1960            | 0 (0)             | 0    | 0      | 0      |
| Patrice Vanderzwalmen       | Belgique    | ?                 | 24/08/1957        | 1977-1979            | 0 (0)             | 0    | 0      | 0      |
| Laszlo Vardai               | Belgique    | ?                 | 22/02/1934        | 1960-1962            | 16 (16)           | 5    | 0      | 0      |
| Augusto Macedo Varela Gomes | Belgique    | ?                 | 13/11/1982        | 2004-2007            | 69 (0)            | 17   | 2      | 0      |
| Giuseppe Varrichio          | Belgique    | ?                 | 31/05/1966        | 1992-1993            | 21 (0)            | 0    | 4      | 0      |
| Louis Verboven              | Belgique    | ?                 | 21/02/1907        | 1937-1939            | 0 (0)             | 0    | 0      | 0      |
| Louis Verbruggen            | Belgique    | ?                 | 20/07/1928        | 1959-1961            | 0 (0)             | 0    | 0      | 0      |
| Steve Verelst               | Belgique    | ?                 | 9/02/1987         | 2007-2008            | 13 (0)            | 1    | 1      | 0      |
| Jonathan Verhoven           | Belgique    | ?                 | ?                 | 2009-2010            | 1 (0)             | 0    | 0      | 0      |
| Manuel Vertez               | Belgique    | ?                 | 9/01/1967         | 1985-1987            | 0 (0)             | 0    | 0      | 0      |
| Daniel Vervoort             | Belgique    | ?                 | 31/10/1954        | 1974-1981, 1983-1984 | 2 (2)             | 0    | 0      | 0      |
| Joel Veugelen               | Belgique    | Milieu de terrain | 15/02/1964        | 1984-1985            | 38 (0)            | 1    | 0      | 0      |
| Éric Vigneron               | Belgique    | ?                 | 24/08/1960        | 1986-1987            | 0 (0)             | 0    | 0      | 0      |
| Michael Vinci               | Belgique    | ?                 | 12/11/1981        | 2004-2005            | 6 (0)             | 0    | 1      | 0      |
| Lionel Viola                | Belgique    | ?                 | 5/10/1982         | 2002-2004            | 23 (0)            | 4    | 4      | 1      |
| Kilien Vitskens             | Belgique    | ?                 | 30/11/1992        | 2010-2011            | 1 (0)             | 0    | 0      | 0      |
| Jean-Marc Voets             | Belgique    | ?                 | 3/07/1963         | 1986-1988            | 0 (0)             | 0    | 0      | 0      |
| Carolus Voogt               | Belgique    | ?                 | 20/11/1921        | 1949-1950            | 8 (8)             | 0    | 0      | 0      |
| Luc Vryens                  | Belgique    | ?                 | 13/07/1962        | 1986-1988            | 0 (0)             | 0    | 0      | 0      |

## W
| Joueur           | Nationalité | Position | Date de naissance | Période(s) | Matches (dont D1) | Buts | Jaunes | Rouges |
| ---------------- | ----------- | -------- | ----------------- | ---------- | ----------------- | ---- | ------ | ------ |
| Patrick Wacheul  | Belgique    | ?        | 31/01/1955        | 1978-1980  | 0 (0)             | 0    | 0      | 0      |
| Patty Wamba      | Belgique    | ?        | 4/03/1962         | 1988-1989  | 0 (0)             | 0    | 0      | 0      |
| Michel Wante     | Belgique    | ?        | ?                 | 1975-1976  | 0 (0)             | 0    | 0      | 0      |
| Frédéric Waseige | Belgique    | ?        | 11/05/1965        | 1997-2000  | 77 (0)            | 0    | 17     | 1      |
| William Waseige  | Belgique    | ?        | 5/02/1972         | 1997-1998  | 2 (0)             | 0    | 0      | 0      |
| Benjamin Webster | Belgique    | ?        | 28/03/1986        | 2011-2012  | 2 (0)             | 0    | 0      | 0      |

## Y
| Joueur                 | Nationalité | Position | Date de naissance | Période(s) | Matches (dont D1) | Buts | Jaunes | Rouges |
| ---------------------- | ----------- | -------- | ----------------- | ---------- | ----------------- | ---- | ------ | ------ |
| Abel Tebily Loulou Yao | Belgique    | ?        | 25/06/1983        | 2006-2010  | 65 (0)            | 8    | 2      | 0      |

## Z
| Joueur           | Nationalité | Position          | Date de naissance | Période(s) | Matches (dont D1) | Buts | Jaunes | Rouges |
| ---------------- | ----------- | ----------------- | ----------------- | ---------- | ----------------- | ---- | ------ | ------ |
| Laurent Zaccaria | Belgique    | Défenseur         | 3/01/1971         | 1992-1997  | 108 (0)           | 6    | 14     | 1      |
| Léopold Zalewski | Belgique    | Milieu de terrain | 20/10/1939        | 1957-1960  | 45 (45)           | 5    | 0      | 0      |